# Masters France 2008

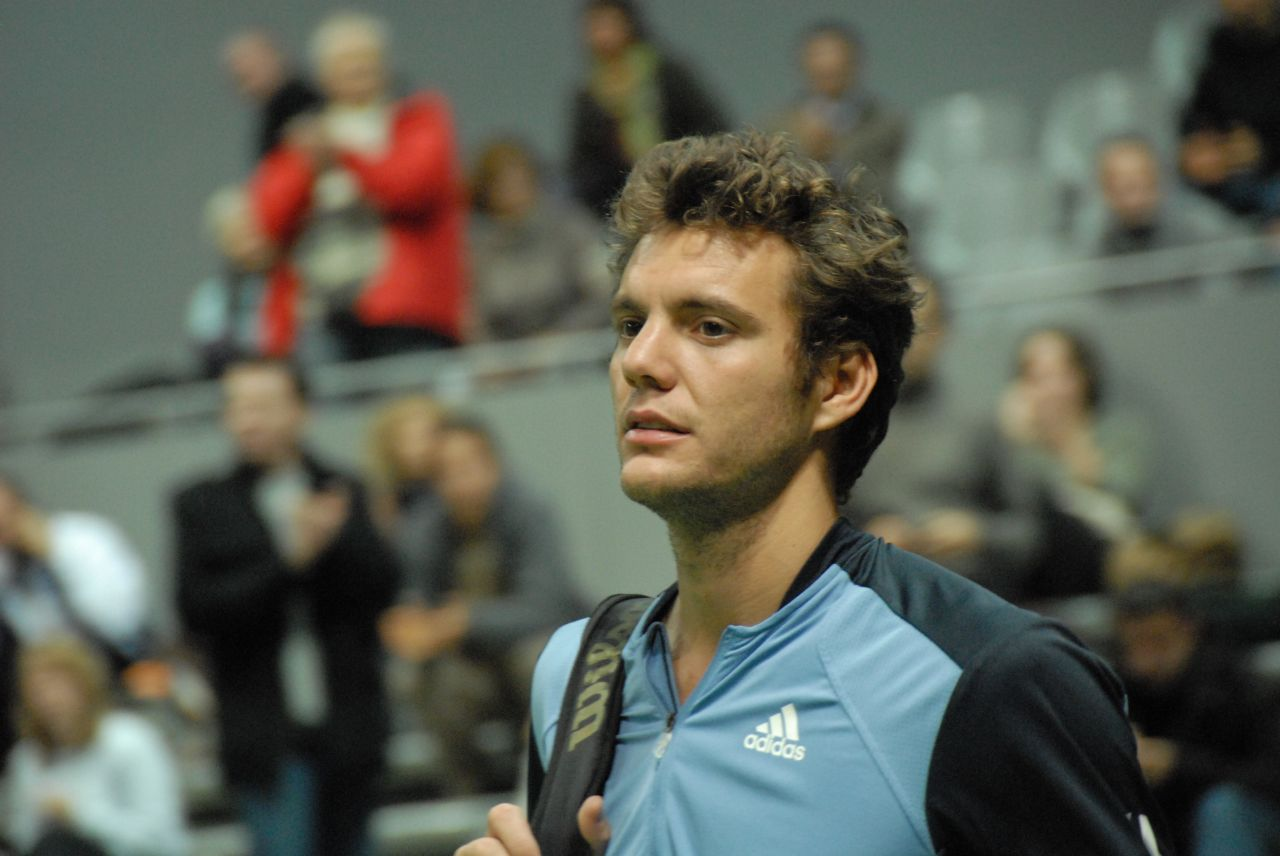
Paul-Henri Mathieu aux Masters France 2008.

Les Masters France 2008 se sont déroulés du 18 au 21 décembre 2008 à Toulouse. Il s'agit de la 1re édition de cette compétition de tennis masculin français.

## Dotation du tournoi
525 000 euros seront redistribués aux joueurs en fonction de leurs résultats sur le Tour et sur les Masters France.
| Rang  | Tour      | Masters France |
| ----- | --------- | -------------- |
| 1er   | 80 000 €  | 80 000 €       |
| 2e    | 55 000 €  | 50 000 €       |
| 3e    | 40 000 €  | 35 000 €       |
| 4e    | 30 000 €  | 25 000 €       |
| 5e    | 25 000 €  | 15 000 €       |
| 6e    | 20 000 €  | 15 000 €       |
| 7e    | 15 000 €  | 15 000 €       |
| 8e    | 10 000 €  | 15 000 €       |
| Total | 275 000 € | 250 000 €      |
| Total | 525 000 € | 525 000 €      |

Ex : Chaque participant au Masters empoche au minimum 25 000 €. Le premier du Tour touchera 80 000 euros et le premier du Masters France touchera 80 000 euros.
Nb : Les joueurs sont obligés de participer au Masters à Toulouse s'ils veulent empocher leurs gains des quatre précédents tournois.

## Déroulement des matchs
Les matchs se jouent en deux sets gagnants. S'il y a un set partout, un super tie-break est disputé pour départager les joueurs, sauf en finale durant lequel un 3e set est joué.

## Faits marquants
- Gaël Monfils, qualifié pour le tournoi avec 75 points cumulés, refuse l'invitation afin de préparer l'entame de sa prochaine saison[1]. Suivant au classement, Marc Gicquel prend sa place[2].

- Richard Gasquet reçoit une wild card[3].

- Jo-Wilfried Tsonga renonce lui aussi à participer à la compétition ; Michaël Llodra le remplace.

- Malgré la wild card obtenue, Richard Gasquet renonce à son tour à la compétition car sa préparation pour la saison prochaine a pris du retard à cause d'une blessure au coude. Il est remplacé par Arnaud Clément.

- Blessé à l'épaule, Nicolas Mahut déclare forfait. Il est remplacé par Josselin Ouanna.

- Gilles Simon remporte la 1re édition sur abandon de Michaël Llodra.

## Participants
Première colonne, ordre de qualification puis classement mondial du lundi 15 décembre avant le début du tournoi le 17 (* : fait partie des 8 joueurs français les mieux classés) :
| Qualification | Rang mondial | Joueur                       |
| ------------- | ------------ | ---------------------------- |
| 2.            | 7 *          | Gilles Simon (no 2 français) |
| 1.            | 31 *         | Paul-Henri Mathieu (no 5)    |
| 6.            | 40 *         | Michaël Llodra (no 6)        |
| 3.            | 43 *         | Julien Benneteau (no 7)      |
| 5.            | 54           | Marc Gicquel                 |
| 7.            | 93           | Arnaud Clément               |
| 4.            | 134          | Adrian Mannarino             |
| 8.            | 154          | Josselin Ouanna              |

Joueurs qui n'ont pas pu ou voulu pour différentes raisons participer au tournoi :

Parmi les 8 joueurs les mieux classés :
- 6 - Jo-Wilfried Tsonga (no 1 français)
- 14 - Gaël Monfils (no 3)
- 25 - Richard Gasquet (no 4)
- 52 - Fabrice Santoro (no 8)

Invités à la suite des désistements des premiers :
- 59 - Florent Serra
- 73 - Nicolas Devilder
- 75 - Jérémy Chardy
- 94 - Nicolas Mahut
- 134 - Adrian Mannarino
- 142 - Olivier Patience
- 151 - Mathieu Montcourt

## Groupes

### Groupe 1

#### Résultats
| Joueur 1         | Joueur 2         | Score          |
| Gilles Simon     | Marc Gicquel     | 6-4, 6-3       |
| Julien Benneteau | Josselin Ouanna  | 4-6, 6-4, 10-6 |
| Gilles Simon     | Josselin Ouanna  | 7-66, 7-5      |
| Marc Gicquel     | Julien Benneteau | 610-7, 5-7     |
| Julien Benneteau | Gilles Simon     | 3-6, 5-7       |
| Josselin Ouanna  | Marc Gicquel     | 6-4, 4-6, 3-10 |

#### Classement
| #  | Rang | Joueur           | Matchs G - P | Sets G - P | Jeux G - P | Points |
| -- | ---- | ---------------- | ------------ | ---------- | ---------- | ------ |
| 1. | 1er  | Gilles Simon     | 3 - 0        | 6 - 0      | 39 - 26    | 6 pts  |
| 2. | 2e   | Julien Benneteau | 2 - 1        | 4 - 3      | 33 - 34    | 5 pts  |
| 3. | 3e   | Marc Gicquel     | 1 - 2        | 2 - 5      | 38 - 39    | 4 pts  |
| 4. | 4e   | Josselin Ouanna  | 0 - 3        | 2 - 6      | 34 - 43    | 3 pts  |

### Groupe 2

#### Résultats
| Joueur 1           | Joueur 2           | Score          |
| Paul-Henri Mathieu | Arnaud Clément     | 6-4, 6-0       |
| Adrian Mannarino   | Michaël Llodra     | 3-6, 2-6       |
| Paul-Henri Mathieu | Adrian Mannarino   | 6-1, 6-2       |
| Michaël Llodra     | Arnaud Clément     | 4-6, 6-3, 10-6 |
| Michaël Llodra     | Paul-Henri Mathieu | 6-4, 6-4       |
| Arnaud Clément     | Adrian Mannarino   | 6-1, 6-4       |

#### Classement
| #  | Rang | Joueur             | Matchs G - P | Sets G - P | Jeux G - P | Points |
| -- | ---- | ------------------ | ------------ | ---------- | ---------- | ------ |
| 1. | 1er  | Michaël Llodra     | 3 - 0        | 6 - 1      | 35 - 17    | 6 pts  |
| 2. | 2e   | Paul-Henri Mathieu | 2 - 1        | 4 - 2      | 32 - 19    | 5 pts  |
| 3. | 3e   | Arnaud Clément     | 1 - 2        | 3 - 4      | 25 - 28    | 4 pts  |
| 4. | 4e   | Adrian Mannarino   | 0 - 3        | 0 - 6      | 13 - 36    | 3 pts  |

### Phase finale
|  |                |  |   |    |     |
|  | Finale         |  |   |    |     |
|  |                |  |   |    |     |
|  |                |  |   |    |     |
|  | Gilles Simon   |  | 5 | 7  |     |
|  | Gilles Simon   |  | 5 | 7  |     |
|  | Michaël Llodra |  | 7 | 67 | ab. |

|  |                        |  |   |   |    |
|  | Match pour la 3e place |  |   |   |    |
|  |                        |  |   |   |    |
|  |                        |  |   |   |    |
|  | Julien Benneteau       |  | 5 | 6 | 10 |
|  | Julien Benneteau       |  | 5 | 6 | 10 |
|  | Paul-Henri Mathieu     |  | 7 | 4 | 4  |